# Schistura psittacula
Schistura psittacula és una espècie de peix de la família dels balitòrids i de l'ordre dels cipriniformes.

## Morfologia
Els mascles poden assolir els 6,4 cm de longitud total.

## Distribució geogràfica
Es troba al Vietnam: els rius Cam Lo i Ben Hai.

## Amenaces
Les seues principals amenaces són la construcció de preses i els impactes medioambientals inherents a les pràctiques agrícoles (desforestació i sedimentació).